# Римы
Римы (исл. rímur) — один из жанров исландской средневековой христианской литературы. В 14-15 веках в Исландии приобрели популярность танцевальные баллады, которые пришли из Франции через Данию и Норвегию и слились со старинными скальдическими формами, образовав новый жанр — римы, который просуществовал от XV века вплоть до начала XX века.
Римы — жанр метрический, где рима (ríma: в переводе с исландского языка — песнь), предваренная кратким любовным стихотворением, соотносится с главой прозаического рассказа. Римы имеют строфическую форму, чаще всего это четверостишие, встречаются также двустишия и трехстишия. В позднем средневековье римы превзошли сложностью и артистичностью даже скальдическую поэзию.